# Präsident der Saeima
Der Präsident der Saeima (lettisch Saeimas priekšsēdētājs) ist der Vorsitzende des Parlaments der Republik Lettland, der Saeima.
Der Präsident der Saeima amtiert als Interims-Präsident, wenn der Präsident von Lettland stirbt, sich außer Landes befindet oder aus anderen Gründen an der Ausübung seiner Amtsgeschäfte verhindert ist. Der Präsident der Saeima muss bei der ersten Sitzung der Amtsperiode aus den Reihen der Parlamentarier gewählt werden.

## Präsidenten der Saeima (1922–1934)
| Name              | Amtszeit                           | Partei                                         |
| ----------------- | ---------------------------------- | ---------------------------------------------- |
| Frīdrihs Vesmanis | 7. November 1922 bis 17. März 1925 | Latvijas Sociāldemokrātiskā Strādnieku partija |
| Pauls Kalniņš     | 20. März 1925 bis 15. Mai 1934     | Latvijas Sociāldemokrātiskā Strādnieku partija |

## Vorsitzender des Obersten Rats der Republik Lettland (1990–1993)
| Name                | Amtszeit                     | Partei                                   |
| ------------------- | ---------------------------- | ---------------------------------------- |
| Anatolijs Gorbunovs | 3. Mai 1990 bis 6. Juli 1993 | Latvijas Komunistiskā partija (bis 1991) |

## Präsidenten der Saeima (nach 1993)
| Name                | Amtszeit                                | Partei                                                   |
| ------------------- | --------------------------------------- | -------------------------------------------------------- |
| Anatolijs Gorbunovs | 6. Juli 1993 bis 7. November 1995       | Latvijas Ceļš                                            |
| Ilga Kreituse       | 7. November 1995 bis 26. September 1996 | Demokrātiskā partija „Saimnieks“                         |
| Alfrēds Čepānis     | 26. September 1996 bis 3. November 1998 | Demokrātiskā partija „Saimnieks“                         |
| Jānis Straume       | 3. November 1998 bis 5. November 2002   | Tēvzemei un Brīvībai/LNNK                                |
| Ingrīda Ūdre        | 5. November 2002 bis 7. November 2006   | Zaļo un Zemnieku savienība (Latvijas Zemnieku savienība) |
| Indulis Emsis       | 7. November 2006 bis 24. September 2007 | Zaļo un Zemnieku savienība (Latvijas Zaļā Partija)       |
| Gundars Daudze      | 24. September 2007 bis 2. November 2010 | Zaļo un Zemnieku savienība (Latvijai un Ventspilij)      |
| Solvita Āboltiņa    | 2. November 2010 – 4. November 2014     | Vienotība (Jaunais laiks)                                |
| Ināra Mūrniece      | 4. November 2014 – 1. November 2022     | Nacionālā apvienība                                      |
| Edvards Smiltēns    | 1. November 2022 – 20. September 2023   | Apvienotais saraksts (Latvijas Reģionu apvienība)        |
| Daiga Mieriņa       | seit 20. September 2023                 | Zaļo un Zemnieku savienība (Latvijas Zemnieku savienība) |